# Jovtooleksandrivka, Peatîhatkî
Jovtooleksandrivka (în ucraineană Жовтоолександрівка) este un sat în comuna Palmîrivka din raionul Peatîhatkî, regiunea Dnipropetrovsk, Ucraina.

## Demografie
Componența lingvistică a localității Jovtooleksandrivka
     Ucraineană (98,48%)
     Rusă (1,27%)
     Alte limbi (0,25%)
Conform recensământului din 2001, majoritatea populației localității Jovtooleksandrivka era vorbitoare de ucraineană (98,48%), existând în minoritate și vorbitori de rusă (1,27%).